# Isometrie (Riemannsche Geometrie)
In der Differentialgeometrie, einem Teilgebiet der Mathematik, bezeichnet man Abbildungen als lokale Isometrien, wenn sie die Riemannsche Metrik erhalten. Als Isometrien bezeichnet man Diffeomorphismen, die lokale Isometrien sind.
Eine lokale Isometrie bildet Kurven auf Kurven gleicher Länge ab, sie muss aber nicht unbedingt Abstände erhalten. (Zum Beispiel ist eine Riemannsche Überlagerung eine lokale Isometrie.) Eine Isometrie erhält auch Abstände. Eine Isometrie im Sinne der Riemannschen Geometrie ist also immer auch eine Isometrie zwischen den metrischen Räumen. Umgekehrt ist nach einem Satz von Myers-Steenrod jede Abstände erhaltende Abbildung zwischen Riemannschen Mannigfaltigkeiten eine Isometrie im Sinne der Riemannschen Geometrie.

## Definition
Seien {\displaystyle (M,g)} und {\displaystyle (M',g')} zwei Riemannsche Mannigfaltigkeiten. Ein Diffeomorphismus {\displaystyle f\colon M\to M'} ist eine Isometrie, wenn
{\displaystyle g=f^{*}g'}
gilt, wobei {\displaystyle f^{*}g'(v,w):=g'\left(f_{*}v,f_{*}w\right)} den Pullback des metrischen Tensors bezeichnet. Es soll also die Gleichung
{\displaystyle g(v,w)=g'\left(f_{*}v,f_{*}w\right)}
für alle Tangentialvektoren {\displaystyle v,\,w} in {\displaystyle T_{m}M} gelten, wobei {\displaystyle f_{*}} den Pushforward von {\displaystyle f} bezeichnet.
Eine lokale Isometrie ist ein lokaler Diffeomorphismus mit {\displaystyle g=f^{*}g'}.

## Beispiel
Die Isometrien des euklidischen Raumes sind Drehungen, Spiegelungen und Verschiebungen.

## Satz von Myers-Steenrod
Sumner Byron Myers und Norman Steenrod bewiesen 1939, dass jede Abstände erhaltende stetige Abbildung zwischen zusammenhängenden Riemannschen Mannigfaltigkeiten eine Isometrie sein muss. (Insbesondere ist eine solche Abbildung immer differenzierbar.) Ein einfacherer Beweis wurde 1957 von Richard Palais gegeben.

## Isometrie-Gruppe
Die Isometrien eines metrischen Raumes bilden immer eine Gruppe. Steenrod und Myers bewiesen 1939, dass die Isometrie-Gruppe einer Riemannschen Mannigfaltigkeit immer eine Lie-Gruppe ist (Satz von Myers-Steenrod).
Beispiele:
- Die Isometrie-Gruppe der n-dimensionalen Sphäre ist die orthogonale Gruppe O(n+1).
- Die Isometrie-Gruppe des n-dimensionalen hyperbolischen Raumes ist die Lorentz-Gruppe  O(n,1).

Die Dimension der Isometriegruppe einer n-dimensionalen kompakten Mannigfaltigkeit ist höchstens {\displaystyle {\tfrac {1}{2}}n(n+1)}.